# 1994년 동계 올림픽 스웨덴 선수단
1994년 동계 올림픽 스웨덴 선수단은 1994년 2월 12일부터 2월 27일까지 노르웨이 릴레함메르에서 열린 1994년 동계 올림픽에 참가한 올림픽 스웨덴 선수단이다.

## 메달 집계
| 종목 | 1 | 2 | 3 | 합계 |
| 종목 | ' | ' | ' | '    |
| 종목 | ' | ' | ' | '    |
| 종목 | ' | ' | ' | '    |
| 합계 | ' | ' | ' | '    |

## 종목별 성적

### 아이스하키
(C): 주장 (A): 부주장
- 금메달

- 호칸 알곳손
- 토마스 욘손 (A)
- 크리스티안 두에보예
- 파트리크 율린
- 레이프 롤린
- 망누스 스벤손
- 로게르 한손
- 호칸 로브
- 프레드리크 스틸만
- 스테판 외른스코그
- 니클라스 에릭손
- 다니엘 뤼드마르크
- 요나스 베리크비스트 (A)
- 케뉘 옌손
- 예르겐 옌손
- 페테르 포르스베리
- 샬레스 베릴룬드 (C)
- 안드레아스 다켈
- 마츠 네슬룬드
- 파트리크 셸베리
- 미카엘 순들뢰브
- 로게르 요한손
- 톰뮈 살로
- 감독: 쿠르트 룬드마르크